# Anaperus singularis
Anaperus singularis är en plattmaskart som beskrevs av Hooge och Smith 2004. Anaperus singularis ingår i släktet Anaperus och familjen Anaperidae. Inga underarter finns listade i Catalogue of Life.